# فیل براون (ورزشکار)
فیل براون (انگلیسی: Phil Brown؛ زادهٔ ۶ ژانویهٔ ۱۹۶۲) ورزشکار دو و میدانی اهل بریتانیا است.
وی در مسابقات کشوری و بین‌المللی در مجموع برندهٔ ۲ مدال طلا، ۱ مدال برنز شده‌است.